# KView
KView は KDE デスクトップ環境における画像ビュアーである。

## 機能
PostScript、TIFF、GIF、JPEG、MNG、PCX、TGA や PNG などの多くのフォーマットをサポートする。拡大/縮小、回転やガンマ補正などの効果の適用といった基本的な画像処理をサポートする。また、複数の画像を用いてスライドショー表示ができる。
KView は kdelibs/kimgio にあるライブラリを利用している。